# Wulfbach
Der Wulfbach oder die Wulf ist ein linker Zufluss der Donau auf der Schwäbischen Alb in Baden-Württemberg.

## Geografie

### Wulfbachquellen

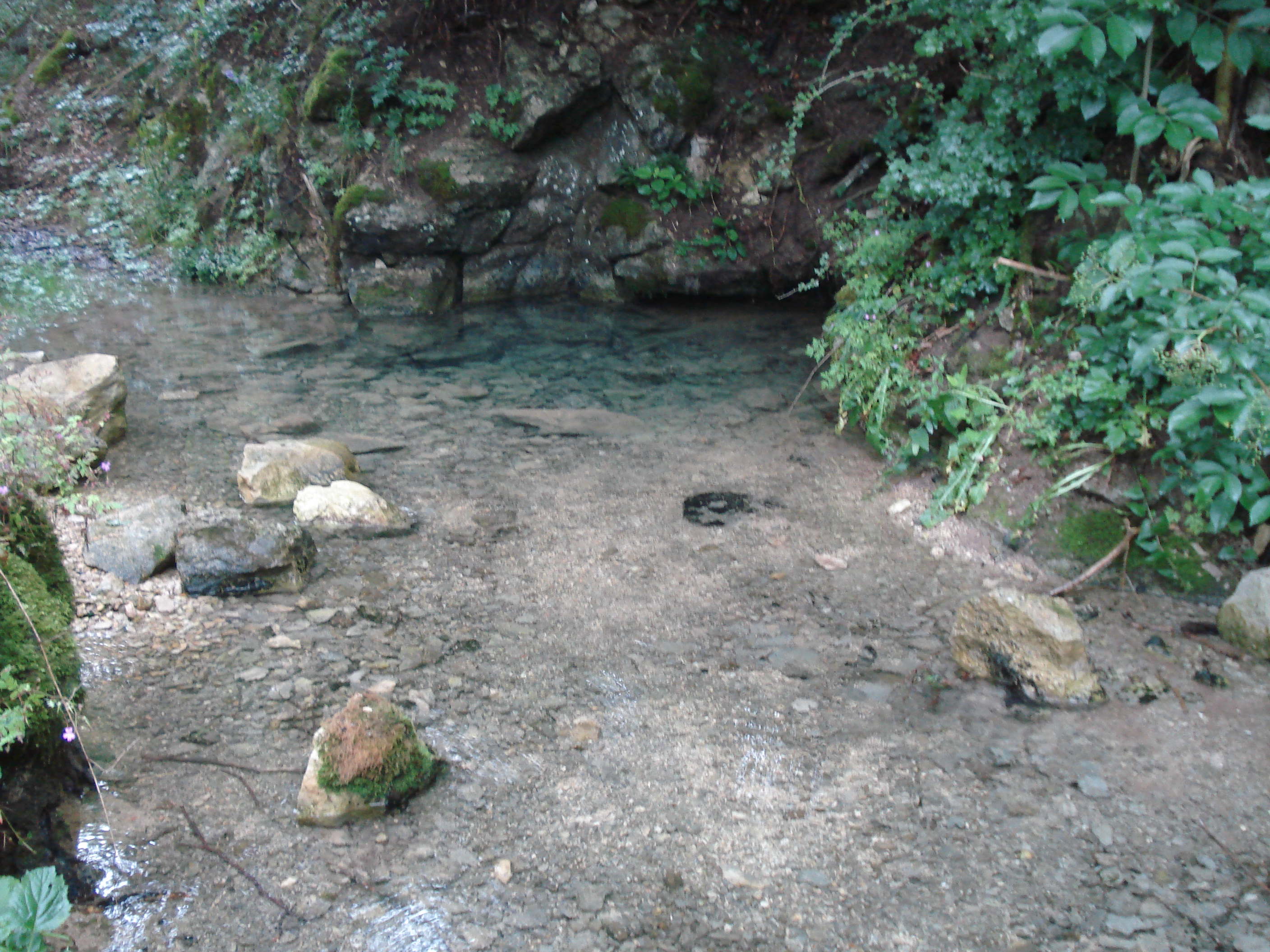
Eine der Wulfbachquellen unterhalb der Wulfbachquellhöhle

Die Wulfbachquellen liegen nördlich von Mühlheim an der Donau in einem kleinen Seitental. Der Wulfbach entspringt in zwei größeren Karstquellen. Eine davon ist der Ausgang der Wulfbachquellhöhle, einer aktiven Wasserhöhle. Eine etwas unterhalb davon liegende Quelle weist eine große Schüttung auf. Das dort entspringende Quellwasser wird in einem kleinen Becken aufgestaut. Die Schüttungen der Quellen schwanken zwischen 10 und 200 l/s. Ihr Einzugsgebiet erstreckt sich auf eine Fläche von 24 km² bis ins nördlich liegende Kolbingen. Beide Bäche vereinigen sich erst im zu Mühlheim gehörenden Weiler Altstadt.

### Verlauf
Die beiden in den Quellen entsprungenen Bäche fließen parallel Richtung Süden nach Altstadt. Sie betreiben heute die Obere und Mittlere Mühle sowie ein Sägewerk. In früheren Zeiten speiste der Wulfbach auch die Untere Mühle. Diese drei und eine weitere Mühle direkt an der Donau gaben der Stadt Mühlheim, die zur damaligen Zeit nur im Bereich des heutigen Weilers lag, ihren Namen. Bis ins Jahr 1938 wurde das Quellwasser des Wulfbaches zur Trinkwasserversorgung von Altstadt genutzt. Da sich die Typhuserkrankungen häuften, wurde die Wulbachquelle als Trinkwasservorkommen aufgegeben.
Der Wulfbach knickt dann an der L443 in nördliche Richtung ab und verläuft durch einen Donaualtarm im Bogen entlang des Donauradweges. Er unterquert die Trasse der Bahnstrecke Tuttlingen–Inzigkofen und mündet in die Donau.

## Fauna
Der Bereich des Donaualtarmes, den der Wulfbach durchfließt, ist Heimat des Bibers und einigen Wasservögeln.